# El Saucillo, Cocula
El Saucillo är en ort i Mexiko.   Den ligger i kommunen Cocula och delstaten Jalisco, i den centrala delen av landet, 500 km väster om huvudstaden Mexico City. El Saucillo ligger 1 769 meter över havet och antalet invånare är 419.
Terrängen runt El Saucillo är kuperad, och sluttar norrut. Runt El Saucillo är det glesbefolkat, med 18 invånare per kvadratkilometer. Närmaste större samhälle är El Crucero de Santa María, 9,4 km nordost om El Saucillo. I omgivningarna runt El Saucillo växer huvudsakligen savannskog.